# TR 4 (Rechner)

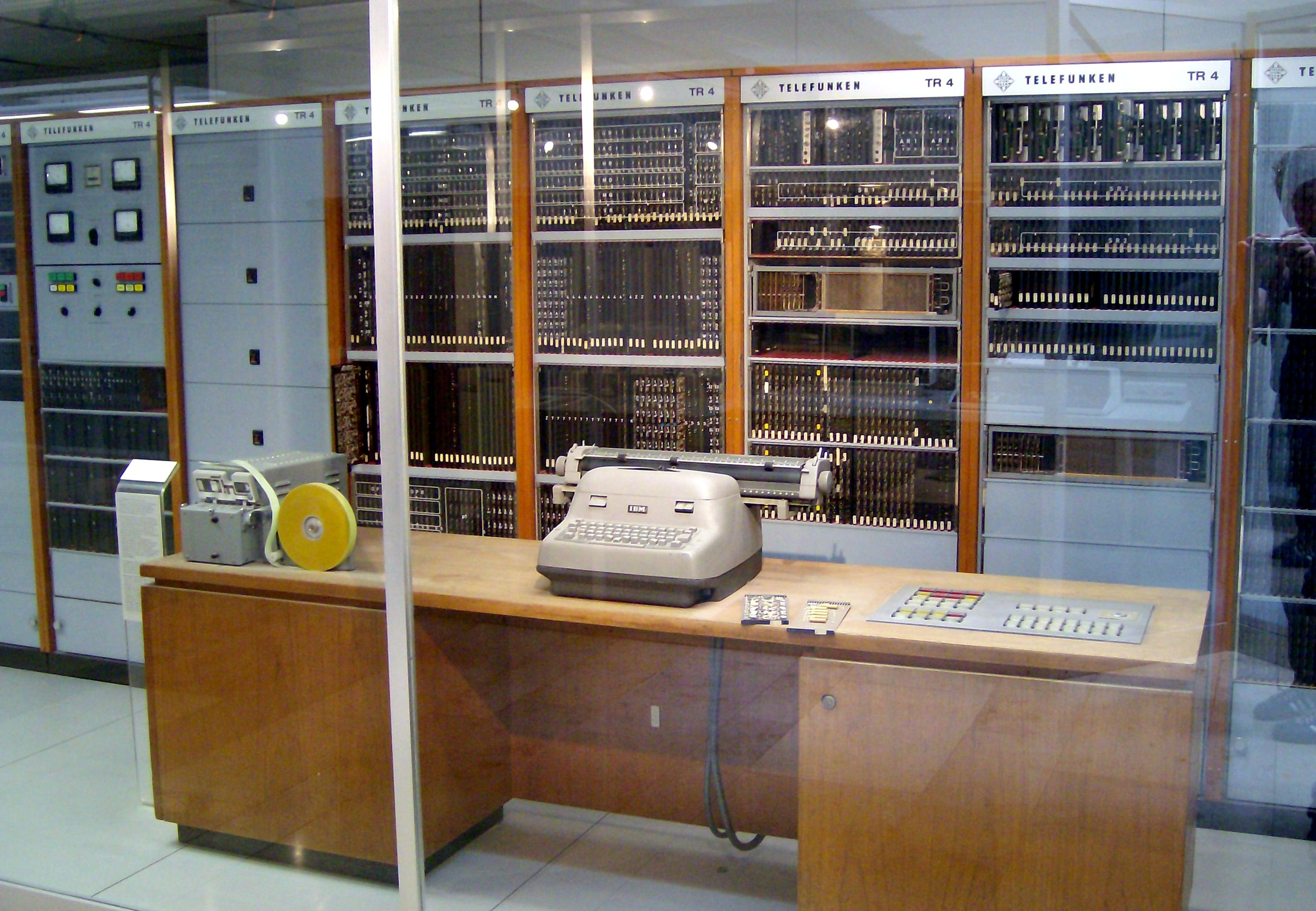
Telefunken TR 4

TR 4 (Telefunken-Rechner) ist die Bezeichnung des ersten von der Firma AEG Telefunken entwickelten Großrechners. Der Prototyp wurde in Backnang ab 1956 vom Telefunken-Geschäftsbereich Anlagen Weitverkehr (AW) entworfen. Das erste System wurde 1962 auf der Hannover-Messe der Öffentlichkeit vorgestellt und war zu dieser Zeit der größte in Europa entwickelte Digitalrechner. Er kostete mit Peripherie etwa 5 Millionen Deutsche Mark.
Die erste Serienanlage konnte 1962 im Institut für Angewandte Mathematik der Universität Hamburg in Betrieb genommen werden. In den beiden folgenden Jahren lieferte das Werk Backnang drei weitere TR 4 an die Deutsche Forschungsgemeinschaft (DFG), die Bundesanstalt für Flugsicherung (BFS) und das NRW-Finanzministerium, bevor die Großrechnerentwicklung und -fertigung nach Konstanz in das dort bereits 1959 geschaffene Telefunken-Fachgebiet Informationstechnik verlegt wurde. 
Führend beteiligt an der Entwicklung des TR 4 waren Wolfgang Händler und Otto Müller.
Bis 1967 wurden 23 Anlagen installiert, davon 19 in Deutschland. Insgesamt sollen etwa 35 Anlagen in Betrieb gewesen sein. Die Telefunken-Großrechner befanden sich u. a. an den Rechenzentren der Bayerischen Akademie der Wissenschaften, der Universität Stuttgart, der Universität Marburg, sowie bei der Bundeswehr, der Finanzverwaltung, der Bundespost und der Bundesanstalt für Flugsicherung. Ein Exemplar ist im Deutschen Museum in München ausgestellt.
Der Rechner war ein binär arbeitender Parallelrechner mit Halbleiter-Schaltkreisen mit einer Taktfrequenz von 2 MHz. Als Hauptspeicher besaß er einen Ferritkernspeicher mit 28.672 Worten und einen Festspeicher mit 4096 Worten zu je 50 Bit (davon 2 Bit Typenkennung ähnlich wie bei seinem Nachfolgemodell TR 440), das entspricht etwa 0,2 MB.
Die Datenein- und -ausgabe erfolgte mittels Magnetband, Lochstreifen- und Lochkartenleser bzw. -stanzer, Zeilendrucker, Plotter und Kontrollschreibmaschine. Später trat auch ein Plattenspeicher hinzu.
Das Betriebssystem entstand in Zusammenarbeit zwischen Telefunken und der Kommission für elektronisches Rechnen der Bayerischen Akademie der Wissenschaften sowie dem Rechenzentrum der TH München (heute Leibniz-Rechenzentrum). Neben dem Betriebssystem und Dienstprogrammen waren die Assembler Externcode, SUSA und TEXAS, der ALGOL-Compiler ALCOR, ein Fortran- und ein COBOL-Compiler erhältlich.
Der Rechner wurde u. a. von Rudolf Allmann, Hans Burzlaff, Erwin Hellner und Werner Fischer für Kristallstrukturanalysen eingesetzt.